# Arctosa inconspicua
Arctosa inconspicua là một loài nhện trong họ Lycosidae.
Loài này thuộc chi Arctosa. Arctosa inconspicua được Elizabeth Bangs Bryant miêu tả năm 1948.